# 3212 Agricola
3212 Agricola (1938 DH2) là một tiểu hành tinh vành đai chính được phát hiện ngày 19 tháng 2 năm 1938 bởi Vaisala, Y. ở Turku.